# John Hewie
John Davison Hewie (Pretória, 13 de dezembro de 1927 - 11 de maio de 2015) foi um futebolista escocês que atuava como defensor.

## Carreira
John Hewie fez parte do elenco da Seleção Escocesa de Futebol, na Copa do Mundo de 1958.